# 이터널 리턴
이터널 리턴(Eternal Return)은 님블뉴런이 개발하고 카카오게임즈가 배급한 배틀 로열 게임이다. 2020년 10월 14일에 앞서 해보기로 출시되었다. 이터널 리턴은 멀티플레이어 온라인 배틀 아레나 게임플레이와 생존 게임의 요소가 혼합된 것이 특징이다. 플레이어는 이미 출시된 많은 캐릭터들 중 하나를 선택할 수 있으며 루미아섬에서 살아남고 싸우기 위해 17명의 다른 플레이어들과 경쟁한다. 이 게임은 현재 스팀과 마이크로소프트 스토어를 통해 마이크로소프트 윈도우용으로 제공되며, 엑스박스 콘솔과 모바일용 버전이 작업 중에 있다.

## 게임플레이
24명의 플레이어가 섬에 산란되어 서로 맞서게 된다. 루미아섬이라는 공간은 16개로 구분된다. 이 게임은 배틀 로열 메커니즘을 사용하여 지도의 다른 영역을 전통적인 닫혀진 원 대신 제한된 구역으로 표시한다. 플레이어는 더 강력한 무기나 장비를 만들기 위해 다양한 상자, 살육된 야생동물 또는 다른 플레이어로부터, 또는 연못에서 물을 채취하는 것처럼 루미아섬의 다양한 독특한 포인트로부터 재료를 수집한다. 멀티플레이어 온라인 배틀 아레나 게임과 유사하게, 다양한 기술과 능력을 가진 여러 플레이 가능한 캐릭터들이 있다. 살아 있는 마지막 선수 또는 팀이 우승자로 선정된다.

## 플롯
이터널 리턴은 루미아섬을 배경으로 펼쳐지는데, 여기는 다양한 지역이 있는 무인도이다. 아글라이아라고 알려진 과학 단체는 진화를 더 진전시키고 인간의 엘리트 종들을 창조하기 위한 실험으로 인간 실험 대상들에게 실험을 진행하고 있다. 각각의 실험 후에, 실험 대상자들은 그들의 기억이 지워진다.

## 개발
이터널 리턴은 한국 기업 님블뉴런이 개발하고 유니티로 개발되었다.
2021년, 님블뉴런은 카카오게임즈와 제휴하여 한국에서 이터널 리턴을 출판했다. 2021년, 카카오 게임즈 클라이언트의 한국 출시를 위해 K-pop 그룹 aespa가 등장하는 뮤직비디오가 만들어졌다.

## 기타
2025년 4월 17일 대한민국 문화체육관광부 종목선정 공고와 함께 승격되었다.